# Pilisszentkereszt
Pilisszentkereszt (szlovákul: Mlynky = malmocska) község Pest vármegye Szentendrei járásában, a budapesti agglomerációban. A község része Dobogókő. Lakóinak száma 2171 fő, ebből 415 szlovák és 46 fő német (a 2022-es népszámlálás szerint). Népszerű kirándulóhely, illetve kirándulások kiindulási pontja.

## Földrajz

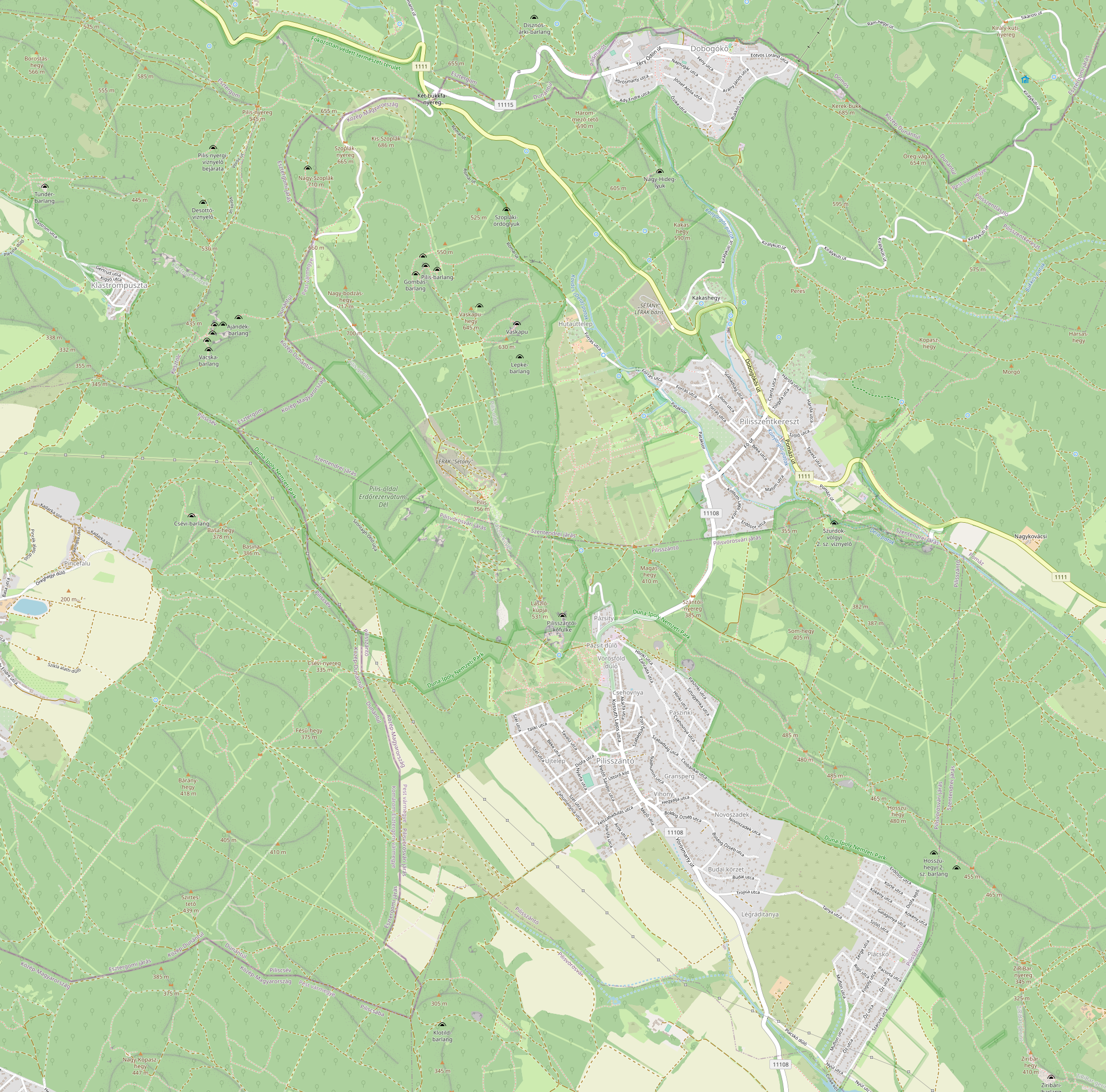
A település környéke

Budapest északi határától 26 km-re, a Dunazug-hegyvidék, azon belül a Pilis és a Visegrádi-hegység határán, a a Dera-patak és a Kanyargós-patak völgyében fekszik, a Dobogó-kő és a Pilis csúcsai alatt.

## Történelem
A település határában található a 11. századi királyi vadászkastély, amelyet III. Béla király az általa 1184. május 27-én alapított pilisi ciszterci apátságnak adott. Gerecze Péter kezdte meg a romok feltárását 1913-ban, majd az 1960-as – 1970-es években Gerevich László tárta fel az apátság maradványait teljes egészében. Ebben a monostorban temették el II. Endre király 1213. szeptember 28-án meggyilkolt feleségét, Gertrudis királynét. A tragédiát Katona József Bánk bán című drámájában dolgozta fel. A templom és a hozzá tartozó kolostor a tatárjárás és törökdúlás idején megsemmisült.
A helység újratelepítése Mária Terézia idején kezdődött meg. Ekkor felvidéki szlovákok, és német telepesek érkeztek ide. A terület a pálosok tulajdona volt, akik a települést Szentkeresztnek nevezték el, amely az idők során a Pilis közelsége miatt Pilisszentkereszt lett. A ma is látható barokk stílusú templom a pálos atyák vezetésével 1766-ra épült fel, és a Szent Kereszt titulust kapta. 22 méter magas tornya csak 1803-ra készült el.
1945. január 9-én több, más irányból indított sikertelen kísérlet után a németek páncélosok támogatásával megkíséreltek a szovjet csapatok által körülzárt Budapestre bejutni Esztergom irányából Pilisszentlélek–Pilisszentkereszt–Pomáz irányában. 11-én véres harcok közben elfoglalták Pilisszentkeresztet és tovább nyomultak Pomáz felé, ahol végül is Hitler parancsa visszavonulásra utasította a támadókat. A páncélos ék a támadás leállításakor 17 kilométerre közelítette meg a fővárost.
2008-ban a képviselő-testület a szlovák kisebbségi önkormányzat irodájának elköltöztetéséről döntött a Szlovák Házból a szlovák iskola épületébe, ami diplomáciai vihart kavart Szlovákia és Magyarország között. Végül 2008 júniusában megállapodás született a Miniszterelnöki Hivatal és az Országos Szlovák Önkormányzat között Pilisi Szlovákok Központja felépítéséről, amely a magyar és a szlovák kormány támogatásával valósult meg, és 2012. október 2-án adták át Orbán Viktor és Robert Fico részvételével.

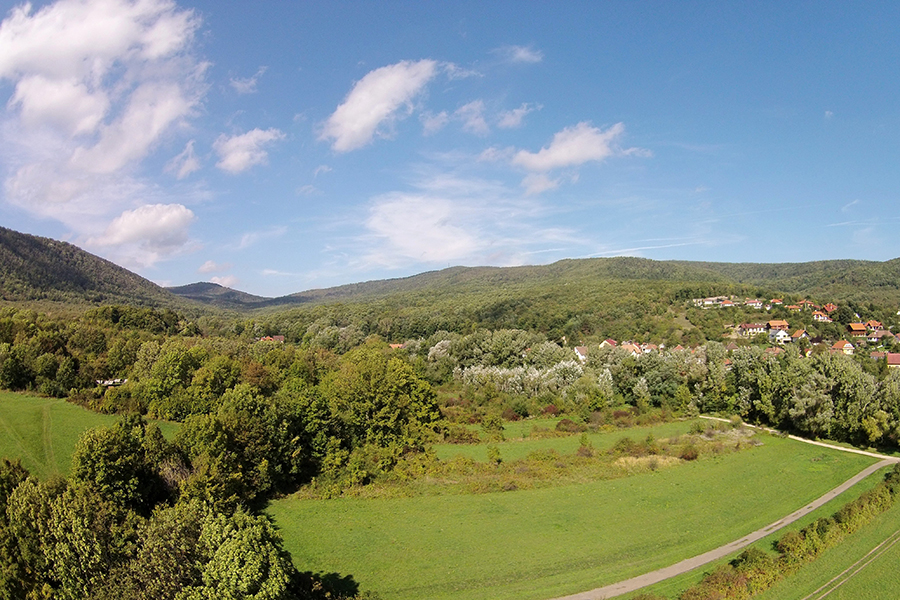
Pilisszentkereszt, Ciszterci Apátság légi fotón

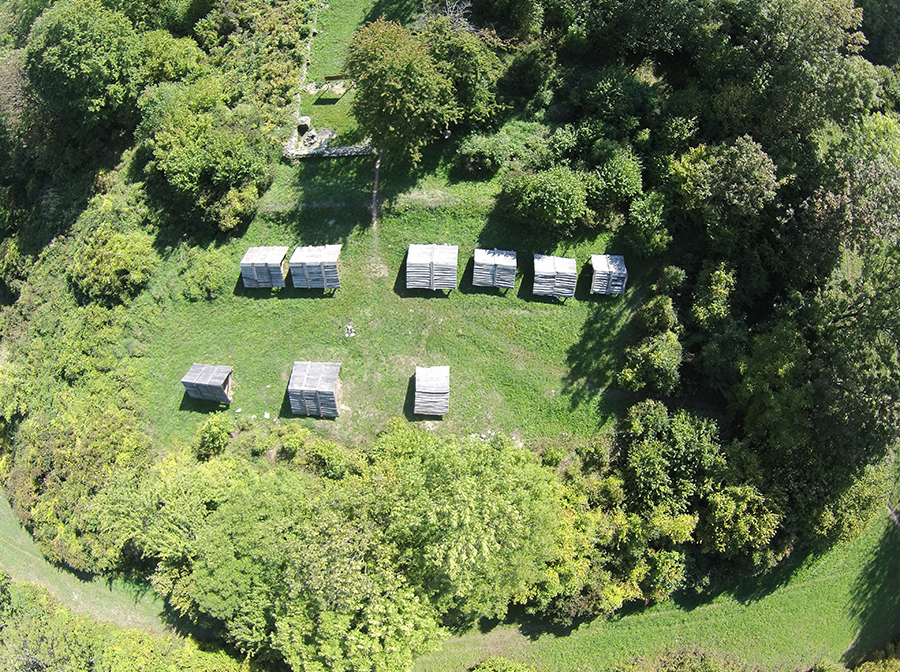
Pilisszentkereszt, Ciszterci Apátság légi felvételen

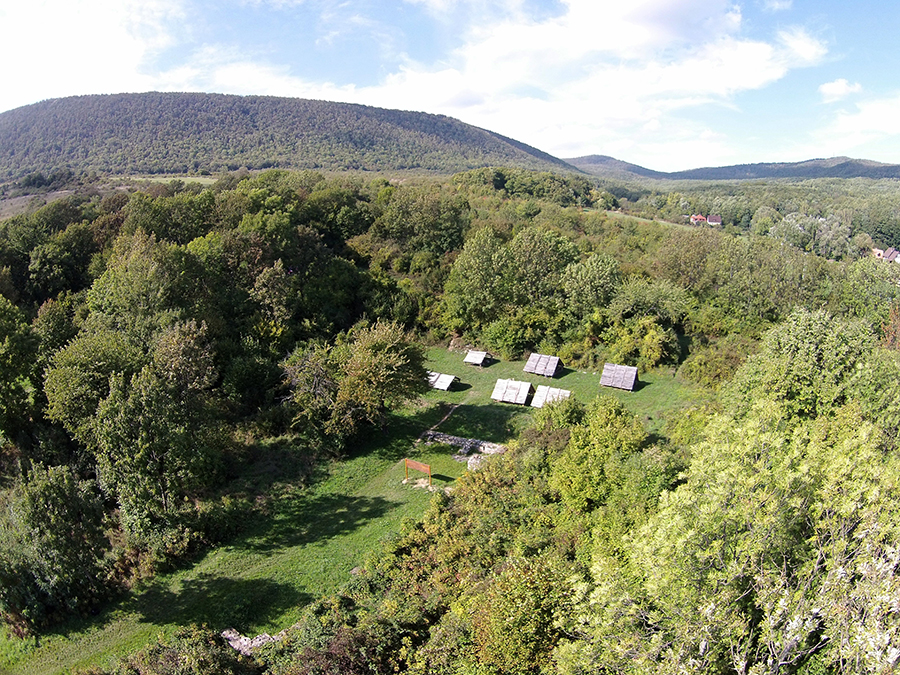
Pilisszentkereszt, Ciszterci Apátság látképe madártávlatból

## Közélete

### Polgármesterei
- 1990–1994: Telek Pál (független)[4]
- 1994–1998: Havelka József (független szlovák kisebbségi)[5]
- 1998–2002: Havelka József (független szlovák kisebbségi)[6]
- 2002–2006: Havelka József (független szlovák kisebbségi)[7]
- 2006–2010: Lendvai József János (SZPKE)[8]
- 2010–2011: Lendvai József János (független)[9]
- 2011–2014: Lendvai József János (független)[10]
- 2014–2019: Peller Márton (független)[11]
- 2019–2024: Peller Márton (független)[12]
- 2024– : Peller Márton (független)[1]

A településen 2011. november 27-én időközi polgármester-választást (és képviselő-testületi választást) tartottak, az előző képviselő-testület önfeloszlatása miatt. A választáson a hivatalban lévő faluvezető is elindult, és megerősítette pozícióját.

## Népesség
Lakóinak száma 2259, a 2011-es népszámlálás szerint, ebből 547 lakos (24,2%) szlovák, 77 fő német.
2022-ben a lakosság 90,2%-a vallotta magát magyarnak, 19,1% szlováknak, 2,1% németnek, 0,3% szerbnek, 0,3% lengyelnek, 0,2% cigánynak, 0,1-0,1% görögnek és románnak, 2,6% egyéb, nem hazai nemzetiségűnek (9,3% nem nyilatkozott; a kettős identitások miatt a végösszeg nagyobb lehet 100%-nál). Vallásuk szerint 44,2% volt római katolikus, 4,9% református, 0,8% evangélikus, 0,8% görög katolikus, 0,3% ortodox, 0,1% izraelita, 0,6% egyéb keresztény, 0,5% egyéb katolikus, 9,9% felekezeten kívüli (37,6% nem válaszolt).
A település népességének változása:
| Lakosok száma | 2193 | 2167 | 2127 | 2206 | 2194 | 2181 | 2147 |
|               | 2013 | 2014 | 2018 | 2021 | 2022 | 2023 | 2024 |

## Infrastruktúra

### Közlekedés
Budapest felől Pomázon, Esztergomból Pilisszentléleken keresztül közelíthető meg, mindkét irányból az 1111-es úton. A főváros felől megközelíthető még Pilisvörösváron és Pilisszántón keresztül is a 11 108-as úton. A szintén Pilisszentkereszthez tartozó Dobogó-kőre a 11 115-ös út vezet.

## Látnivalók
- A pilisi ciszterci apátság kolostorának és kápolnájának romjai (13. század) – A 16,5 hektár kiterjedésű kolostortelepet a településtől 1 kilométerre nyugatra kettős fal vette körül. A templom kb. 60 m hosszú lehetett és francia korai gótikus stílusban épülhetett. Gertrudis királyné sírjának töredékei a Magyar Nemzeti Galériában találhatók.
- Római katolikus templom (barokk stílusú, 1757)
- Kakas-hegyi vadászház
- Vas-kapu sziklabordája
- Szopláki-ördöglyuk
- Zsivány-barlang sziklacsoportja, a Zsivány-sziklák
- Dobogó-kő (700 m, a Visegrádi-hegység legmagasabb pontja)
- Dobogókő, Báró Eötvös Loránd menedékház és Turistamúzeum
- Dobogókő, Makovecz Zsindelyes
- Dobogókő Síközpont, a mai Magyarország legrégebbi sípályája
- Szurdokvölgy. A Dera-patak völgye a község alatt, tanösvény a helyi flóra és fauna magyarázatával
- Szentkút. Festői forrás kis szabadtéri oltárral. Zarándokhely
- Szlovák tájház
- Mészégető kemence a 19. századból
- Szlovák Nemzetiségi Általános Iskola

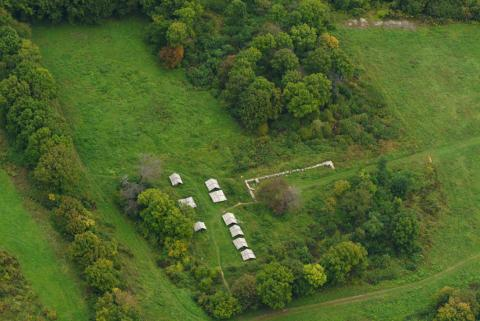
A romok légifotója